# الدوري الشمالي لكرة القدم 1911–12
الدوري الشمالي لكرة القدم 1911–12 (بالإنجليزية: 1911–12 Northern Football League)‏ هو موسم من الدوري الشمالي لكرة القدم ‏. فاز فيه بيشوب أوكلاند ‏.